# Pavillon de l'oreille (anatomie humaine)
 (janvier 2017).
 (janvier 2017).
Sa qualité peut être largement améliorée en utilisant un vocabulaire plus directement compréhensible.
Pour les articles homonymes, voir auricule.

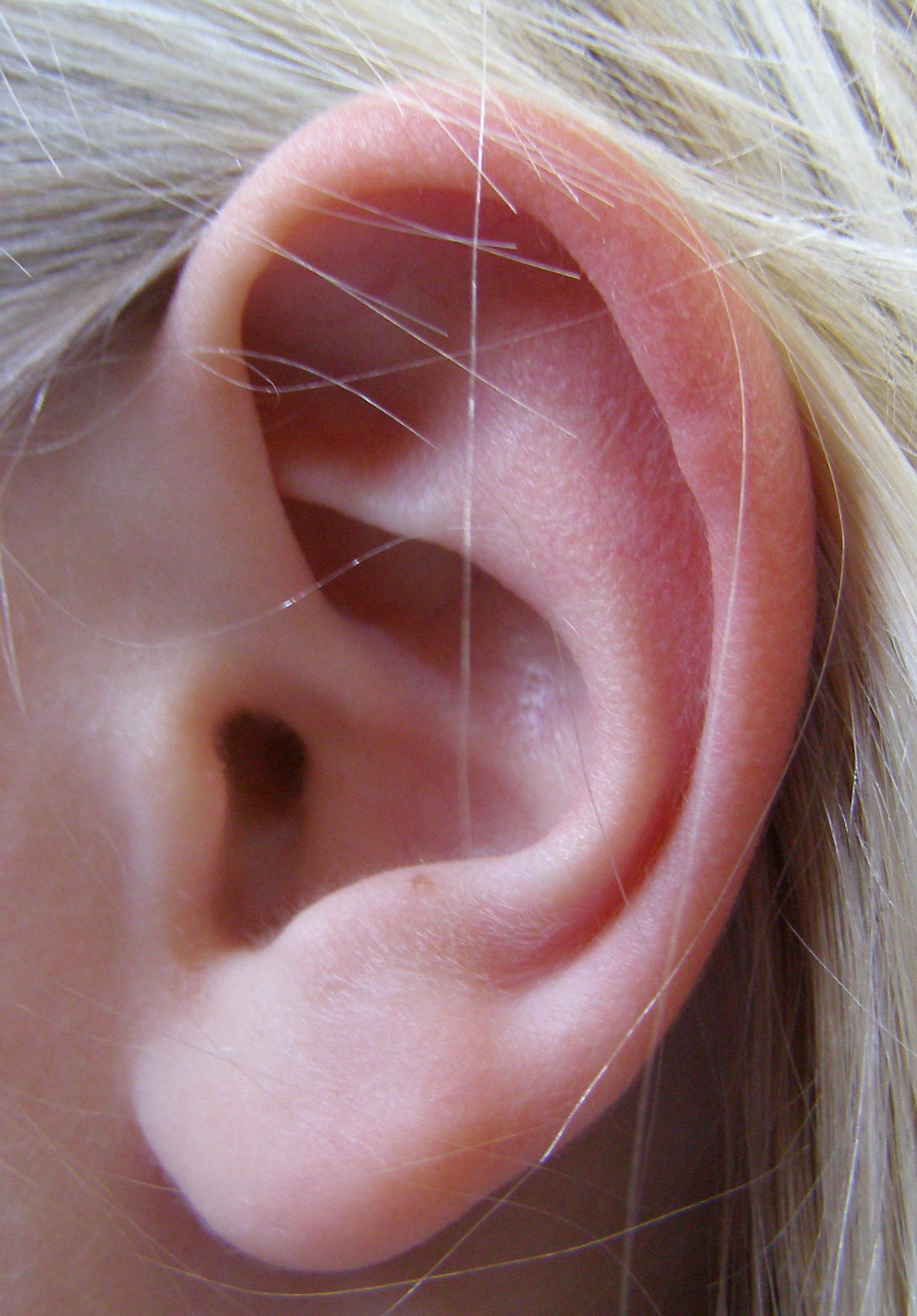
Pavillon auriculaire humain gauche.

Le pavillon de l'oreille, ou auricule est la partie visible de l'oreille humaine, à l'extérieur de la tête. Il fait partie de l'oreille externe, qui comprend, outre le pavillon, le conduit auditif externe. C'est une structure lamellaire essentiellement formée d'un cartilage élastique qui lui confère sa forme et sa souplesse. Il a une forme ovalaire à grosse extrémité supérieure, l'axe vertical est dévié de 10° dans le sens antihoraire. La taille moyenne chez l'adulte est de 60  à   65 mm pour la hauteur, et de 25  à   36 mm pour la largeur.
Pour le pavillon des animaux, voir Pavillon de l'oreille ou l'article principal Oreille.

## Situation
Les pavillons sont situés de part et d'autre de la tête, en dessous et en arrière de la région sous-temporale, en avant et en haut de la région sterno-cléido-mastoïdienne.

## Galerie anatomie

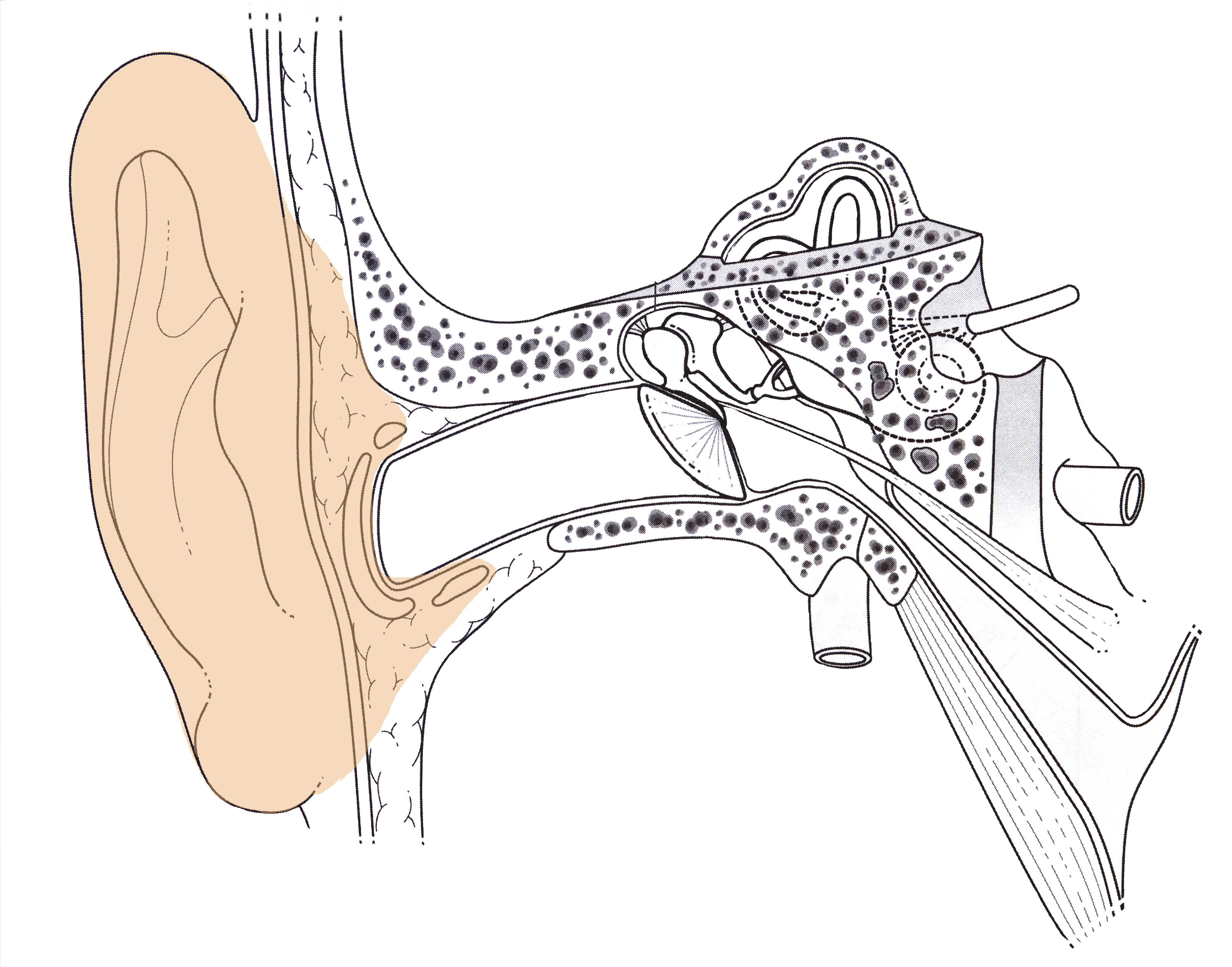
L'oreille externe : pavillon.
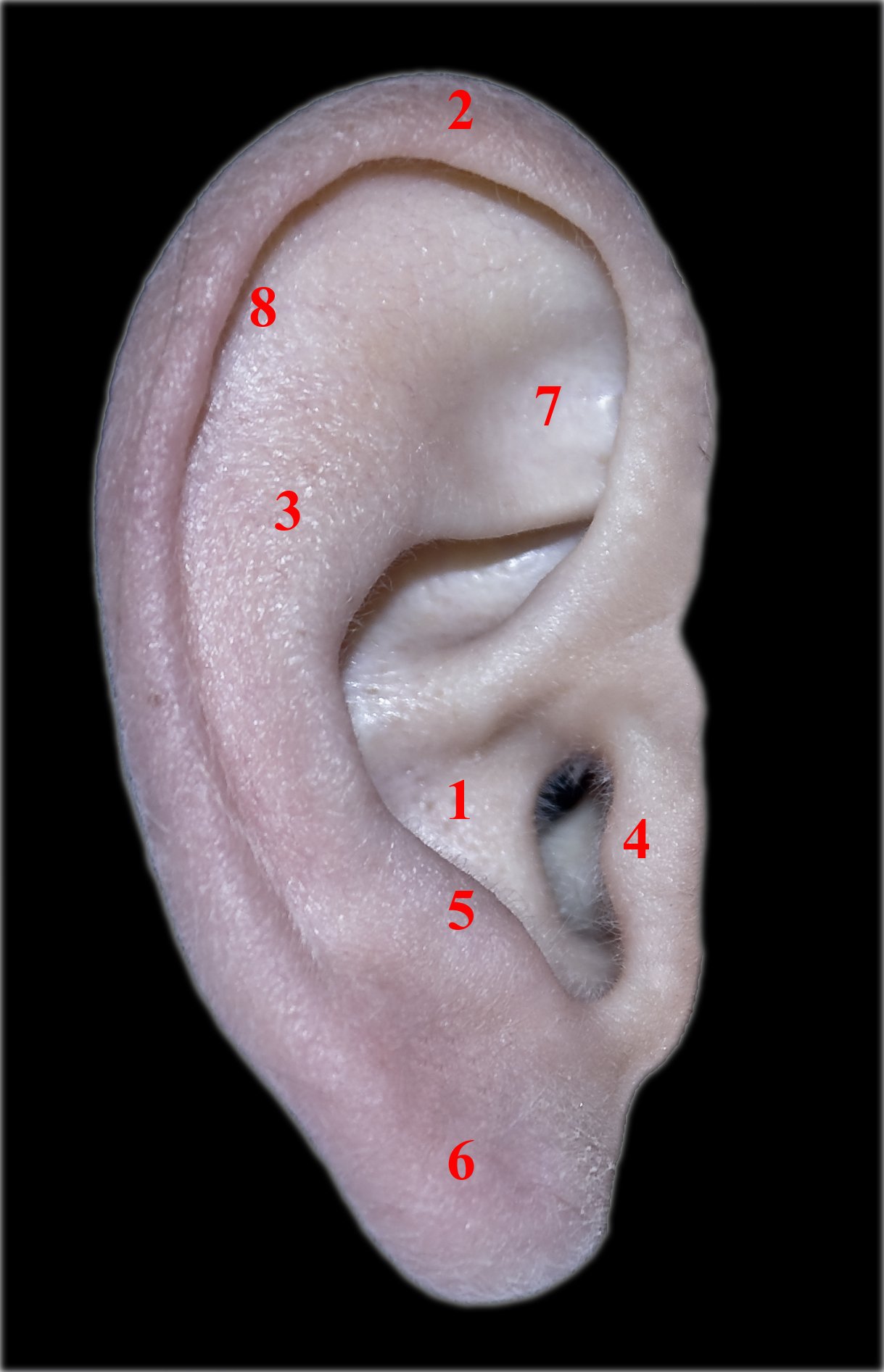
Parties de l'oreille droite humaine 1) Conque, 2) Hélix, 3) Anti-hélix, 4) Tragus, 5) Anti-tragus, 6) Lobule, 7) Fosse triangulaire, 8) Scapha.

## Description
Le pavillon a deux faces :

### Face externe
- L'helix (ou hélix, hélice) : ce repli cartilagineux le plus excentrique naît dans la conque (racine de l'helix) et dessine le bord libre du pavillon en avant en haut puis en arrière et disparaît progressivement dans le lobule (queue de l'helix). L'hélice présente deux saillies formant des structures vestigiales, l'épine (spina helicis) et inconstamment le tubercule de Darwin et qui rappellent l'atavisme de primate chez l'homme.
- L'anthélix (ou anti-hélix) : saillie courbe et bifide qui comble l’espace entre la conque et l’hélix. La bifidité dessine la fosse triangulaire.
- L'hélix et l'anthélix sont séparés par un sillon, la scapha ou gouttière de l'hélix.
- La conque (concha auriculae) : excavation large qui s'ouvre en dedans sur le conduit auditif externe. La racine de l'hélix la partage en deux parties, l'une supérieure et étroite, cymba conchea, l'autre inférieure et plus large, cavum conchae.
- Le tragus : saillie lamelleuse arrondie à triangulaire venant, en opercule vers l’arrière, en protection de l’ouverture du conduit auditif externe.
- L'antitragus : saillie oblongue arrondie limitant la conque en arrière. Elle est séparée du tragus par l’échancrure inter-tragienne très marquée (incisura intertragica).
- Le lobule (lobulus auriculae) : repli cutané sans armature cartilagineuse, appendu à la partie basse du pavillon communément appelé lobe d'oreille. Cette partie est parfois amenée à être percée pour pouvoir porter des boucles d'oreille.

### Face interne
- Elle regarde en dedans et en arrière et se décompose en une partie libre postérieure et une partie adhérente au crâne séparées par le sillon rétro-auriculaire.

## Structure
Le pavillon se compose de :
- cartilage de l'auricule : il sert d’armature au pavillon à l’exclusion du lobule. Son épaisseur varie de 0,5 à 2 mm ;
- ligaments pavillonnaires :
  - les ligaments extrinsèques : le ligament auriculaire antérieur, le ligament auriculaire supérieur, et le ligament auriculaire postérieur, ils attachent solidement le pavillon au crâne,
  - les ligaments intrinsèques : ils participent au modelage du cartilage ;
- muscles du pavillon :
  - les muscles extrinsèques : ils sont destinés à l’orientation du pavillon, leur action est donc négligeable chez l’homme. Ils se décomposent en muscle auriculaire antérieur, muscle auriculaire supérieur, et muscle auriculaire postérieur,
  - les muscles intrinsèques : comme les ligaments, ils servent essentiellement au modelage du pavillon ;
- revêtement cutané.

## Évolution liée à l'âge
Le chercheur James A. Heathcote est le premier à avoir scientifiquement établi une corrélation entre la taille du pavillon et l’âge des mâles de l’espèce humaine entre 30 et 90 ans, en sa basant sur une croissance auriculaire moyenne de 0,22 mm par an:
Taille de l’oreille (en mm) = 55,9 + 0.22 × âge
Il a démontré que la gravité était responsable de l'allongement de l'oreille : ainsi, les fibres élastiques du cartilage se rallongeraient en se distendant avec l’âge. Contrairement à ce que de nombreuses sources indiquent, le cartilage ne pousse pas durant toute la vie : il n’y a pas croissance du cartilage, mais renouvellement du tissu cartilagineux.
Ces recherches ont valu à James Heathcote le prix Ig-Nobel dans la catégorie anatomie en 2017.

## Vascularisation
- Les artères (provenant de la carotide externe) :
  - la partie antérieure du pavillon est irriguée par l’artère auriculaire antérieure elle-même issue de la temporale superficielle ;
  - la partie postérieure du pavillon est irriguée par l’artère auriculaire postérieure.
- Les veines
  - la partie antérieure du pavillon est drainée par les veines auriculaires antérieures qui se jettent dans la veine temporale superficielle ;
  - la partie postérieure du pavillon est drainée par les veines auriculaires postérieures qui se jettent dans la veine jugulaire externe après avoir traversé la parotide.

## Innervation

### Innervation motrice
Elle est fournie par une branche du nerf facial.

### Innervation sensitive
Une branche du plexus cervical superficiel (C3,C4) innerve la majorité du pavillon, dans sa partie postérieure et inférieure. Une branche du V3 (nerf trijumeau) innerve la partie antérieure de l’hélix et le tragus. Une branche du VII (nerf facial) innerve la conque et la partie antérieure de l’anthélix.

### Branche auriculaire du nerf vague
Cette branche innerve principalement le conduit auditif et la cymba conchea, deux localisation où l'on place une électrode pour déclencher une stimulation vagale non invasive. Cette stimulation fait l'objet de nombreuses études, notamment pour traiter des épilepsies réfractaires, des dépressions résistantes, des migraines, des algies vasculaires de la face, des douleurs diverses, des maladies inflammatoires de l'intestin, des problèmes cardiaques comme la décompensation, la tachycardie ou l'hypertension, des acouphènes, des désordres immunitaires, etc.

## Synonymie
auricula : terme international (reconnu par Parisiensa Nomina Acta), auricule et pinna (mot latin pour feuille). Ces deux derniers termes sont inusités et désuets.

## Rôle
Le rôle du pavillon est de collecter et d'amplifier certaines fréquences dans les sons. Ce rôle est sensible dans la stéréophonie, et devrait servir à la reconnaissance spatiale (localisation d’un son dans l’espace qui nous entoure). Ce trait est facile à comprendre en regardant les oreilles d’un chien qu’il peut orienter différemment pour accentuer sa stéréophonie. Chez l’homme, notre capacité à orienter de façon indépendante nos pavillons s’est perdue avec le temps même s’il en reste une fonction vestigiale.
Il existe également une modification du son liée pour une faible partie au pavillon et pour la majeure partie au conduit auditif externe. Cette modification privilégie la fonction d'alerte mais pas la parole.

### Amplification du son
L'amplification du son par le pavillon, le conduit auditif externe, le tympan et l'oreille moyenne est de l'ordre de 10 à 15 dB dans la gamme de fréquences de 1,5 à 7 kHz. Cette amplification est un des multiples facteurs de traumatisme de l'oreille interne résultant de niveaux sonores élevés.

## Anomalies malformatives
Le sinus préauriculaire est une malformation congénitale la plupart du temps asymptotique mais parfois associé à d'autres troubles.
Les fistules congénitales et malformations pavillonnaires sont des malformations relativement rares provenant d’une anomalie du développement embryonnaire lors du deuxième mois de vie in utero.

Exemples de pathologie du pavillon de l'oreille humaine
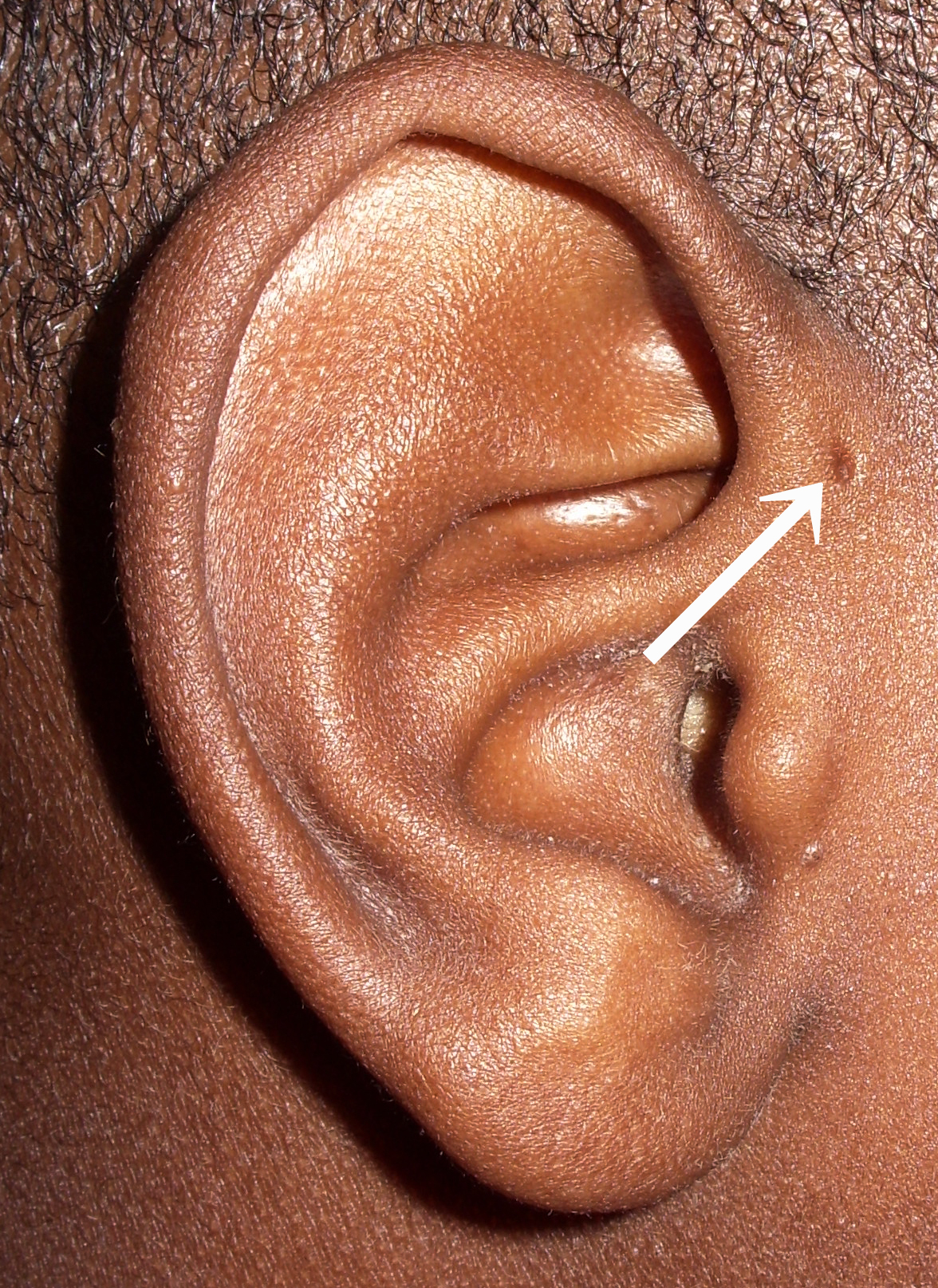
Fistule pré-hélicéenne.
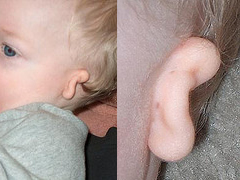
Microtie (ou aplasie) de grade III.
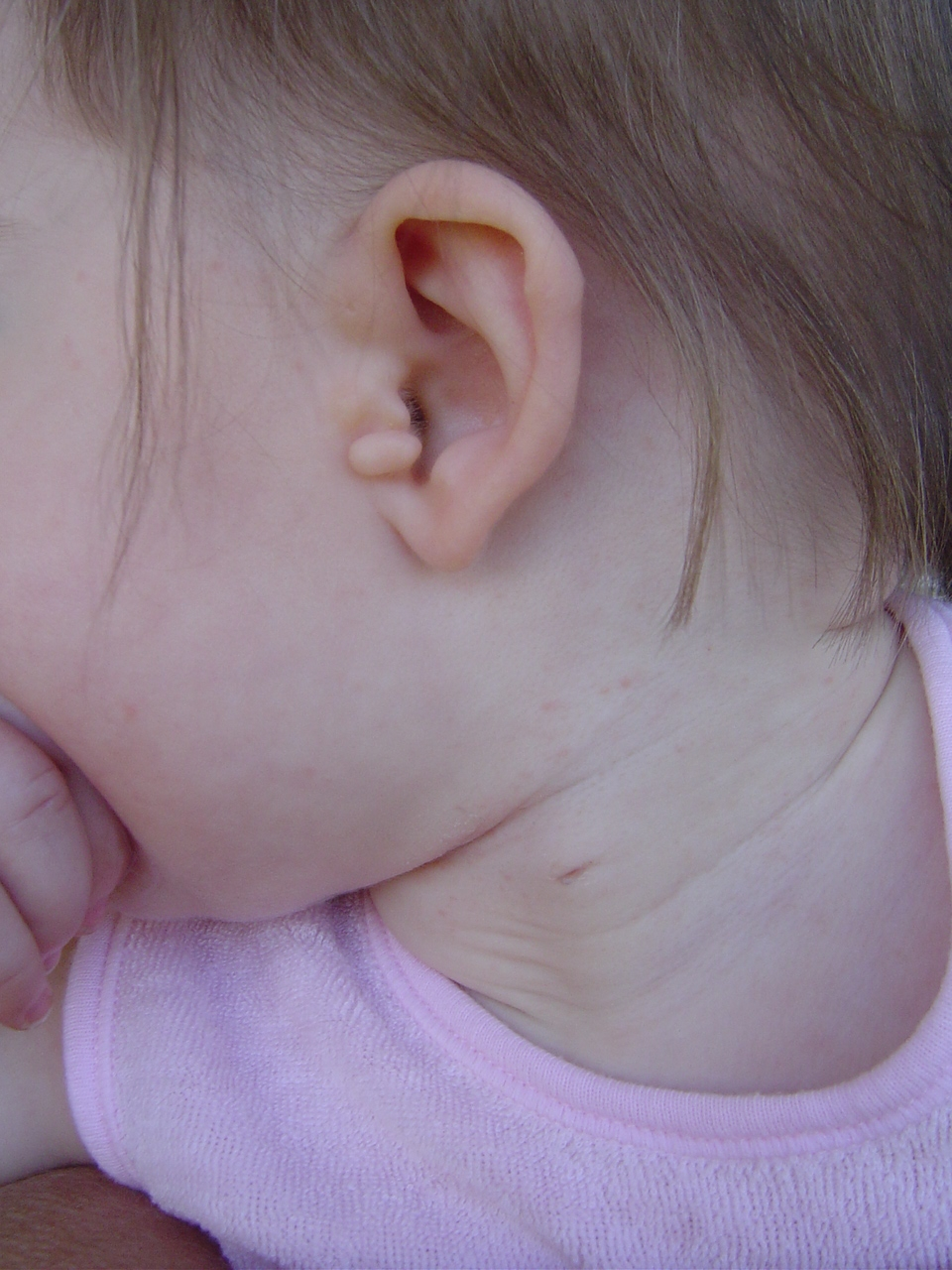
Syndrome branchio-oto-rénal (BOR).
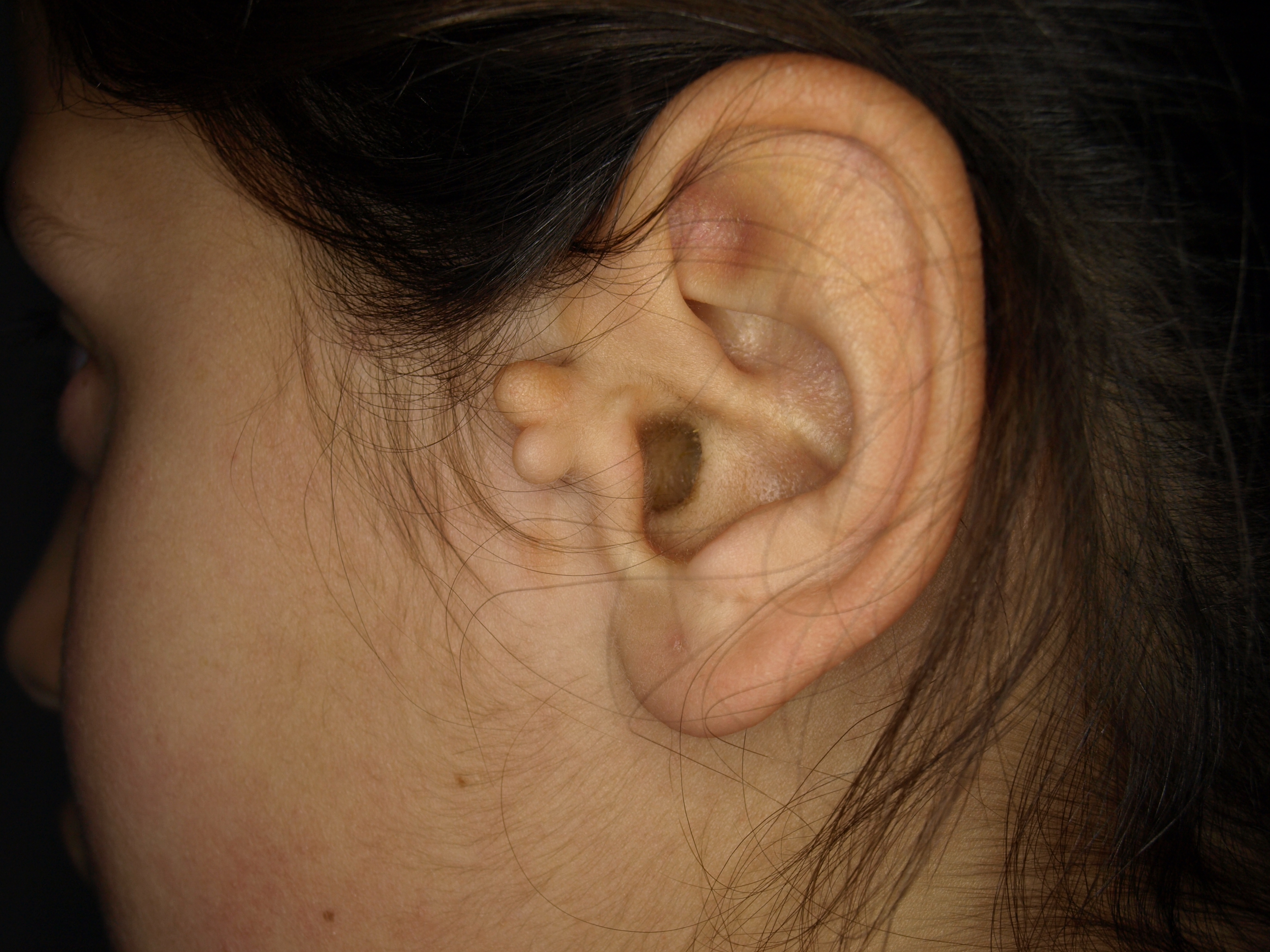
Enchondromes préauriculaires (en).

### Embryopathogénie
Le pavillon dérive des six « colliculi de His » qui entourent la première fente branchiale. Ces six bourgeons donnent les différentes parties du pavillon. Au cours du développement embryonnaire, le pavillon migre de l’avant vers l’arrière au fur et à mesure de l'élargissement de la mandibule.

### Pathologies congénitales
- Fistules pré-hélicéennes ou fistules pré-auriculaires congénitales (cf. photo I).

Le pavillon dérive des six « colliculi de His » qui entourent la première fente branchiale et les fistules pré-hélicéennes seraient en rapport avec un défaut de fusion des deux bourgeons antérieurs.
Les africains et les asiatiques (22 pour 1 000 naissances) sont plus touchés que les blancs (0,6 à 2,6 pour 1 000 naissances). Elles sont bilatérales dans 35 % des cas.
Ces malformations peuvent être associées à des aplasies mineures de l'oreille, visible dès l’examen otoscopique avec une fibreuse tympanique mince et un manche du marteau rectiligne. Certaines formes ne se détecteront qu’à l'audiogramme. Des formes familiales de fistules pré-hélicéennes ont également été décrites.
- Microtie

C'est la petitesse anormale des oreilles, qui peut aller jusqu’à la quasi absence de pavillon.
La prévalence et les caractéristiques des microties varient selon les populations. La prévalence varie de 0,83 à 17,4 pour 10 000. La microtie est plus fréquente chez les hommes, et du côté droit, dont la prévalence varie de 57 à 67 %.
Cette malformation s’accompagne de façon extrêmement fréquente d'une atrésie voire d’une sténose complète du conduit auditif externe.
La microtie peut être graduée :
Grade I : Une oreille un tiers plus petite que la normale avec des structures identifiables et d'un conduit auditif externe de petite taille mais non sténosé, sans surdité.
Grade II : Une oreille malformée avec sténose du conduit auditif externe associé à une surdité de transmission.
Grade III : Absence de l'oreille externe ou persistance d’une petite structure vestigiale associée une absence du conduit auditif externe et d’une bonne part des structures de l’oreille moyenne, (des deux premiers osselets). Persiste un embryon de superstructures de l’étrier et la platine.
Grade IV : Agénésie complète de l’oreille externe et moyenne, malformation étendue à l’oreille interne
- Autres malformations

L'oreille de Mozart est une malformation mineure résultant de la fusion de l'hélix et de l'antihélix.

### Infections
En cas de maladie de Lyme, l'helix ou le lobe de l'oreille peuvent être le siège d'un lymphocytome dit lymphocytome borrélien ou lymphocytome borrélien du lobe de l'oreille.

### Signes cutanés
Le signe de Frank (parfois dit « signe de Lichtstein » ou DELC pour « diagonal ear lobe crease », est un « signe cutané » (ou « marqueur cutané »). C'est un pli (ride profonde et permanente) apparaissant sur la face externe du lobe de l'oreille, en diagonale du tragus à l’arrière du lobule, et « s'étendant sur au moins un tiers de la distance ». Ce pli est souvent bilatéral (sur chaque oreille, au même endroit). Il a été clairement associé (chez l'homme surtout) à un risque cardiovasculaire plus élevé qu'au sein de la population générale. Ce signe a ensuite été associé à d'autres pathologies touchant notamment l'artère carotide , et à une probabilité accrue d'effets morbides susceptible d'apparaitre en cas d'anesthésie générale ou de risque (cérébrovasculaires notamment,).
Il est prédictif d'un risque cardiovasculaire accru en cas de diabète de type 2 mais ne signe pas un risque accru de rétinopathie chez ces mêmes patients (selon Davis & al. (2000) bien que ces patients diabétiques présentent aussi un risque accru d'angiopathie).

## Culture
Le pavillon et surtout le lobe, ont fait l’objet d’une attention particulière, à des fins d’embellissement ou rituelles.
Ainsi, il est fréquent de se faire percer les oreilles afin de porter des boucles d'oreille. Les plus anciennes traces de cette pratique remontent à l’âge du bronze.

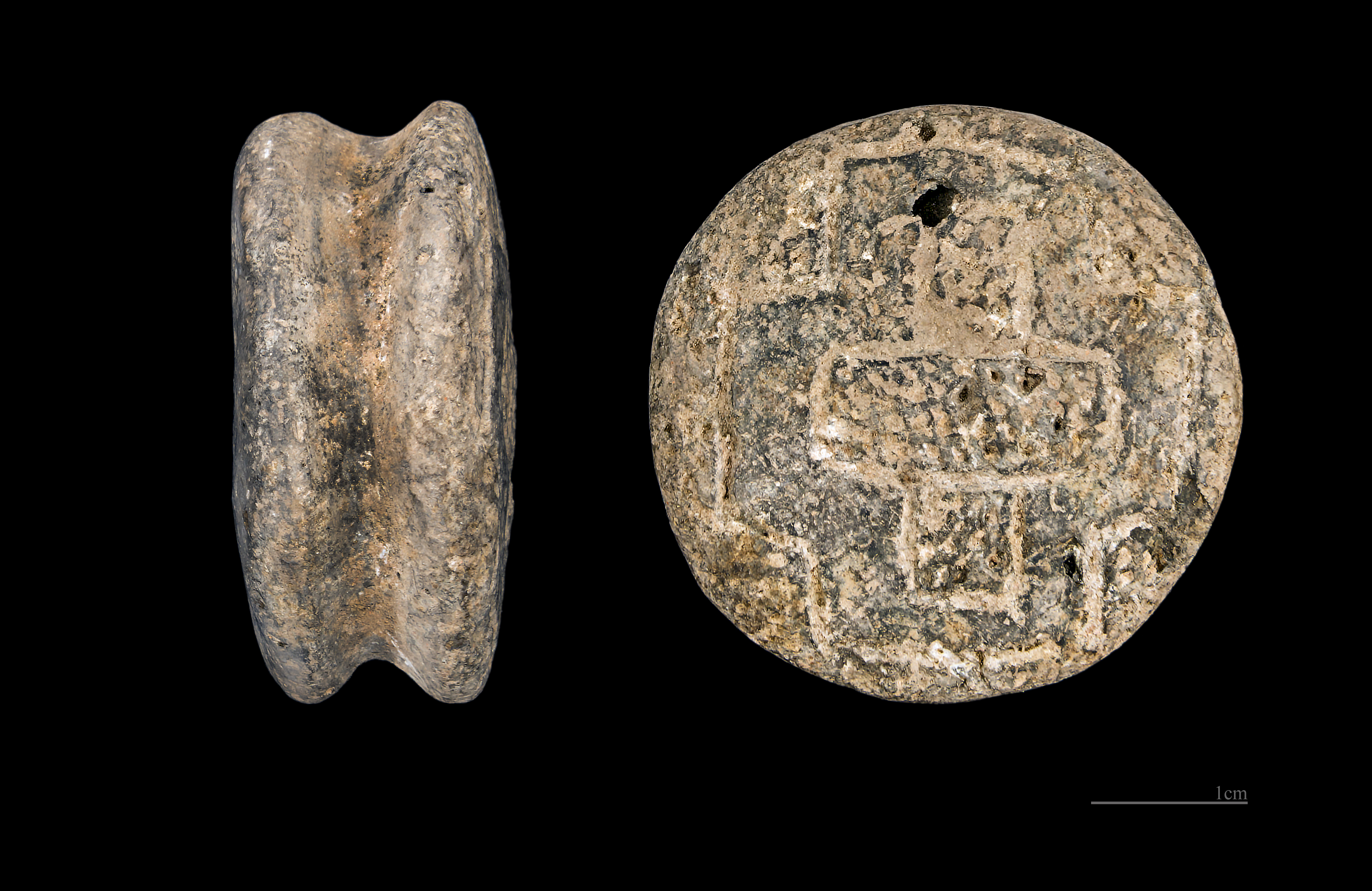
Disque auriculaire de l'âge du bronze MHNT.
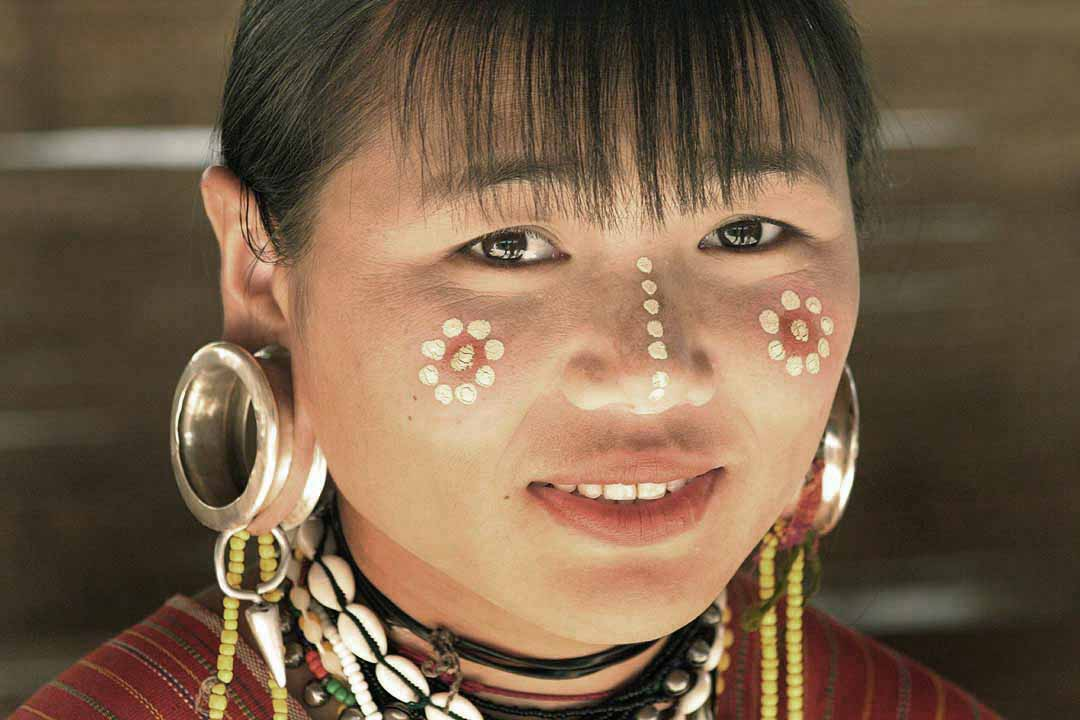
Femme birmane avec des anneaux d'oreilles.
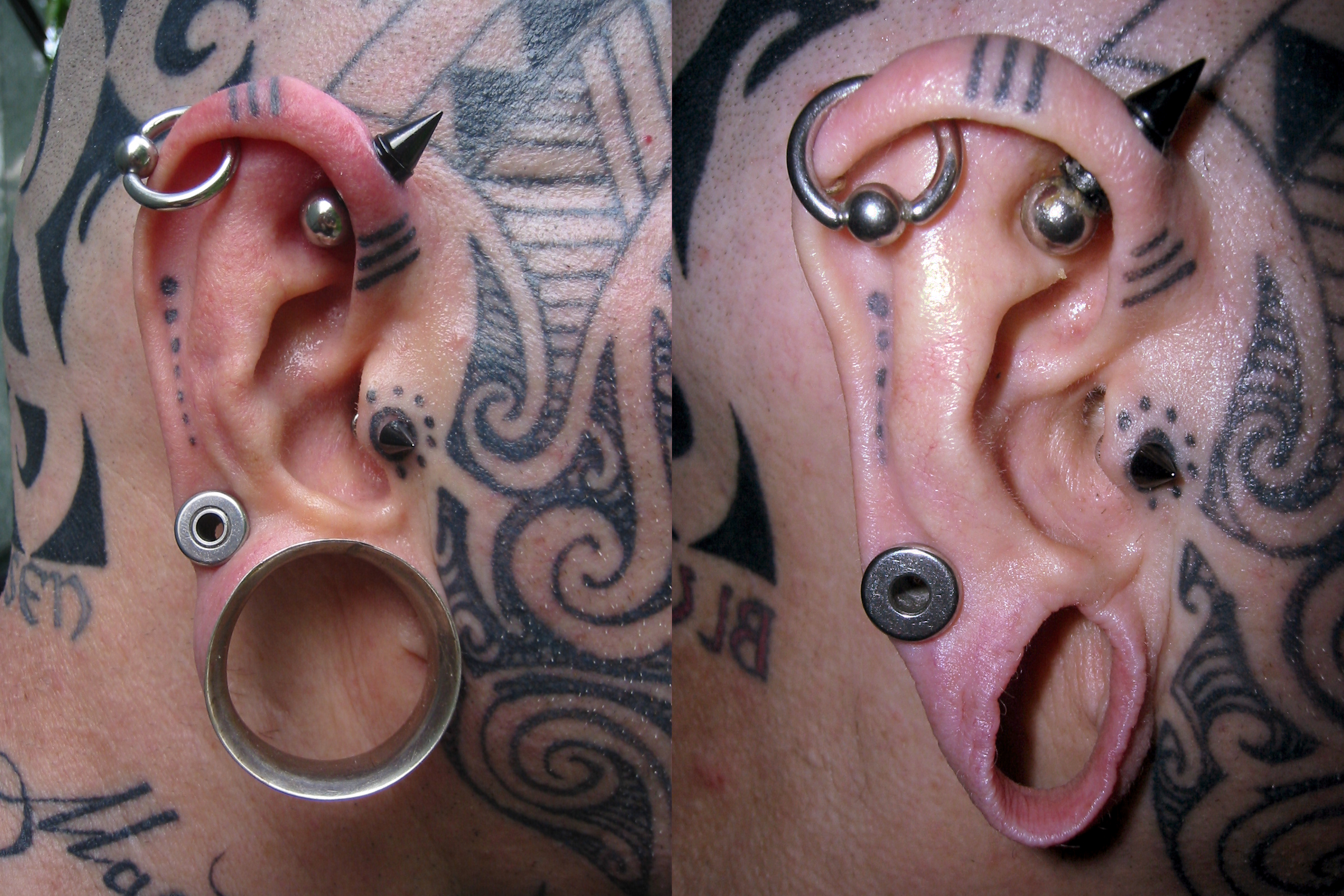
Oreilles modifiées.